# 牛川とこ
牛川 とこ（うしかわ とこ、1975年2月3日 -  ）は、日本の元レースクイーン、元グラビアアイドルである。

## 来歴・人物
埼玉県生まれ。特技はものまね、趣味はパソコンとテニス。20歳からの数年間、幼稚園の教師を務めていたが、レースクイーンをしていた友人によってモデル事務所を紹介された。その後、おもに1990年代後半から2000年代前半にかけて、レースクイーンやグラビアアイドルなどとして活動した。
2002年（平成14年）、写真週刊誌『フライデー』（講談社）が、牛川の公開年齢について3歳「サバ読み」疑惑を報じたが、公表されている生年は2020年時点でも1975年のままである。
2003年（平成15年）12月にはレースクイーンを引退したが、2010年（平成22年）3月に新規のブログを公開、結婚し、2008年（平成20年）に誕生した長女の子育て中であることを明らかにするとともに、その日常などを綴っている。実子は、不妊治療を経て授かったものという。

## 写真集
- 『FEELING』 （バウハウス、写真：大山文彦、2000年2月）
- 『FOR LOVE×4』 （KISS、写真：鯨井康雄、2001年4月）
- 『period〜4 years〜』 （音楽専科社、写真：鯨井康雄、2001年10月28日）
- 『Gentle SEX』 （ぶんか社、吉田裕之、2003年3月9日）
- 『サンキュ!!』 （アクアハウス、写真：山岸伸、2003年12月）
- 『Dearest』 （ぶんか社）
- 『GRACE RACEQUEEN』
- 『TRUE 2002』 （写真：ハナブサ・リュウ）
- 『triangle blue』 （野田真紀、田村あかねと3人の写真集）

## DVD
- 『ところで。』
- 『For LOVE×4』 （2002年6月28日）
- 『Dearest』 （アイドルワン）（2003年2月20日）
- 『無人島物語 BRQ』
- 『トコラブ』（ｈ．ｍ．ｐ）（2003年）

## 舞台
2002年（平成14年）、レースクイーンによる初の本格的な演劇舞台『Chance!?』が9月20日から22日までの3日間、東京/天王洲スフィアメックスで行なわれた。他に出演したレースクイーンは、相馬茜、近藤和美、並松紀子、三好さやか、かとうえりこ、横須賀まりこ、諸岡愛美、澄谷薫、水谷さくら、上原ゆいなどである。

## その他
- アニメ 『プラトニックチェーン』（幸子）